# فرید حائری‌نژاد

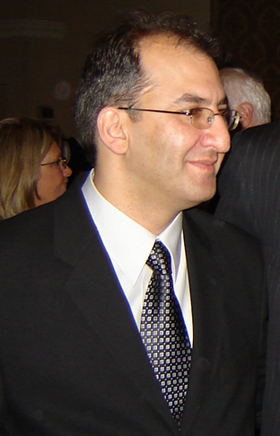
فرید حائری‌نژاد

فرید حائری‌نژاد، مستندساز، روزنامه‌نگار، تهیه‌کننده پیشین شبکه تلویزیونی سی‌بی‌سی و وبلاگ‌نویس ایرانی-کانادایی است. وی از ژوئن ۲۰۰۹ تا فوریه ۲۰۱۲ سردبیر رادیو زمانه در آمستردام بود.

## زندگی‌نامه
فرید حائری‌نژاد در تهران متولد شده‌است. در بنیاد آموزشی باکو در رشته زبان و ادبیات روسی تحصیل کرد و بعدها از بنیاد آی.سی.ای.آر.آی و کالج داسون (مونترال) در رشته‌های تولید تلویزیونی، روزنامه‌نگاری اجرایی و انیمیشن فارغ‌التحصیل شد.
وی از سال ۱۹۹۸ تا ۲۰۰۰ در «استودیو دیجیتال مدیا» در کانادا مدرس ادیت صدا و تصویر و ساخت انیمیشن بوده‌است.
کارهای مستند او توسط شبکه تلویزیونی دیسکاوری، شبکه چهار بی‌بی‌سی، شبکه پخش کانادا پشتیبانی و پخش شده‌است. در سال 2008 موفق به دریافت دو کمک هزینه برای ساخت فیلم «زنان در کفن» از جشنواره فیلم ساندنس شد. این فیلم با محمدرضا کاظمی ساخته شد.
حائری نژاد از ۲۰۰۰ تا ۲۰۰۶ به عنوان تهیه‌کننده ارشد در تلویزیون راجرز و از ۲۰۰۲ تا ۲۰۰۹ تهیه‌کننده در تلویزیون سی.بی.سی در تورنتو بود.
حائری‌نژاد در سال ۲۰۰۵ برای سی.بی.سی. فیلمی مستند دربارهٔ نیک‌آهنگ کوثر با عنوان "جنگ وبلاگ‌نویس‌ها" ساخت که در جشنواره جهانی فیلم و سینمای کریستوف کلمبوس مدال برنز دریافت کرد.
وی از ژوئیه ۲۰۰۹ به عنوان سردبیر رادیو زمانه در هلند برگزیده شد و از تورنتو به آمستردام آمد و تا فوریه ۲۰۱۲ در این سمت فعال بود.
یکی از مستندهای او با عنوان "آشکار در ایران" "Out in Iran" در بسیاری از جشنواره‌های فیلم‌های مستند نشان داده شده‌است. فیلمی که بخشی از جامعه مخفی همجنس گرایان در ایران را به تصویر می‌کشد. یکی از شخصیت‌های محوری این فیلم در نهایت به ترکیه و سپس به هلند گریخت. حائری نژاد دربارهٔ این فیلم و جنبه‌هایی از زندگی همجنسگرایان در مصاحبه‌ای با تلویزیون صدای آمریکا نیز شرکت جست.

## آثار
مستند:
- «پایان» (The End) (۱۹۹۶)
- «جنگ وبلاگ نویس ها» (۲۰۰۵) (Blogger's War)
- «سفر ایران» («سفر بهمن») (۲۰۰۶) (Iran Journey) - برنده مدال نقره از «جشنواره‌های فیلم و تلویزیون نیویورک»
- «آشکار در ایران:درون دنیای پنهان همجنسگرایان ایران» (۲۰۰۷) (Out in Iran)
- «زنان در کفن» (همراه با محمدرضا کاظمی) (۲۰۰۹): نمایش در بخش ویژه جشنواره فیلم‌های مستند آمستردام (ایدفا)، سنای کانادا و سفارت هلند در چند کشور از جمله ایران.

## جوایز

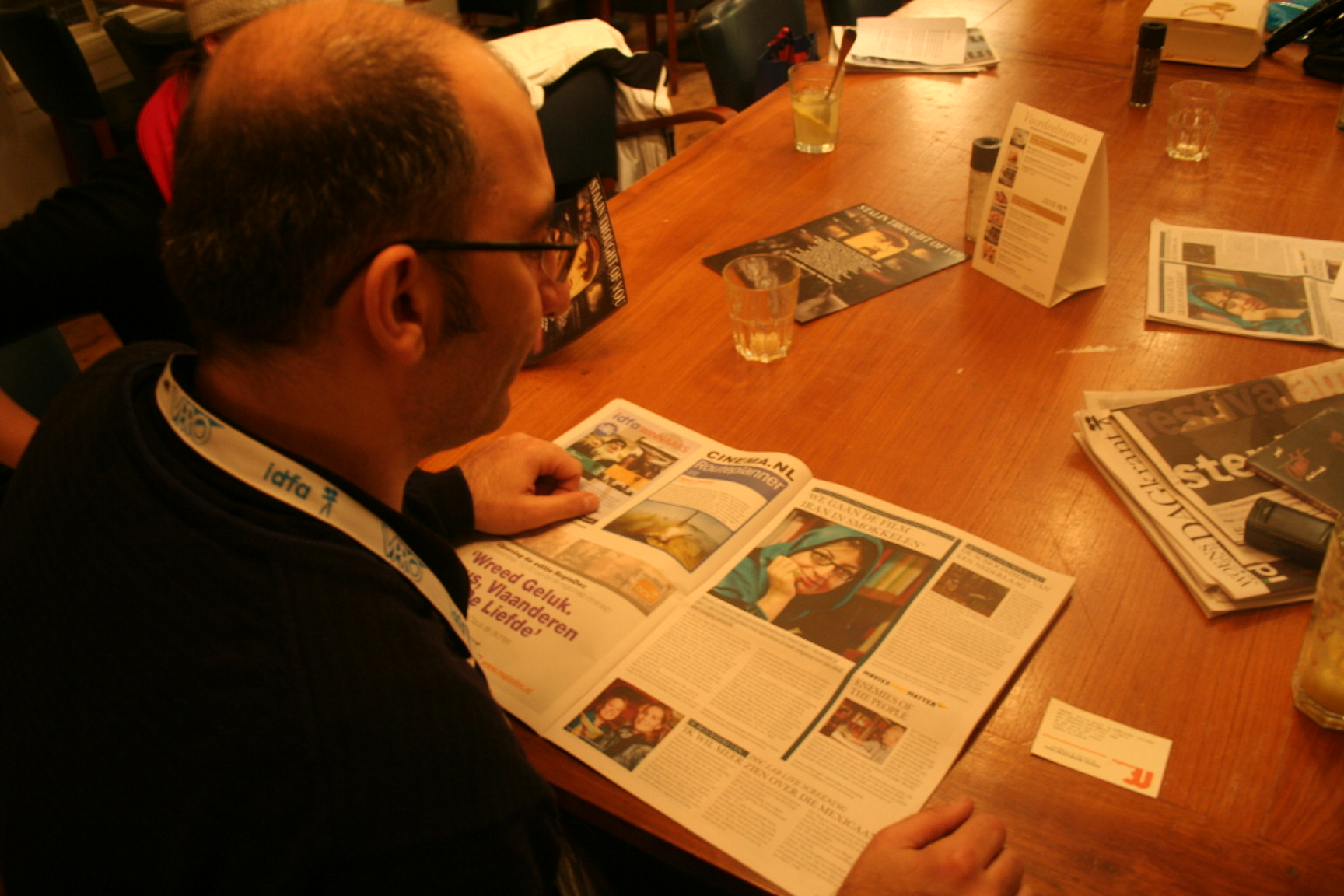
فرید حائری‌نژاد پس از نمایش فیلمی درباره شادی صدر در جشنواره فیلم‌های مستند آمستردام

- ۲۰۰۸ برنده مدال نقره از «جشنواره‌های فیلم و تلویزیون
- ۲۰۰۹ (به‌طور مشترک با همکاران) نامزد بهترین مجله خبری در جوایز جمنای کانادا